# العبابدة عزيب الشرفة (العكارشة)
العبابدة عزيب الشرفة هو دُوَّار يقع بجماعة أولاد سلامة، إقليم القنيطرة، جهة الرباط سلا القنيطرة في المملكة المغربية. ينتمي الدوّار لمشيخة العكارشة التي تضم 5 دواوير. يقدر عدد سكانه بـ 1315 نسمة حسب الإحصاء الرسمي للسكان والسكنى لسنة 2004.

## روابط خارجية
- البوابة الوطنية للجماعات الترابية
- المندوبية السامية للتخطيط